# 長野県道324号青具簗場停車場線
長野県道324号青具簗場停車場線（ながのけんどう324ごう あおくやなばていしゃじょうせん）は、長野県大町市大字美麻字青具を起点とし、同市大字平字簗場の大糸線簗場駅を終点とする一般県道。

## 概要

### 路線データ
- 起点：大町市大字美麻字青具（青具交差点、長野県道31号長野大町線・長野県道33号白馬美麻線交点）
- 終点：大町市大字平字簗場（大糸線簗場駅）

## 接続・交差する道路
- 長野県道31号長野大町線
- 長野県道33号白馬美麻線
- 国道148号

## 周辺
- ヤナバスキー場
- 大糸線 簗場駅